# Razbitume !
Les Razmoket Rugrats Pre-School Daze
Razbitume ! (All Grown Up!) est une série télévisée d'animation américaine en 55 épisodes de 22 minutes, créée par Arlene Klasky et Gabor Csupo et dont seulement 36 épisodes ont été diffusés entre le 12 avril 2003 et le 17 août 2008 sur Nickelodeon. Il s'agit d'une série dérivée faisant suite aux Razmoket.
En France, la série a été diffusée du 8 septembre 2004 à l'été 2008 dans l'émission TF! Jeunesse et TFOU sur TF1, et il est diffusée du 16 novembre 2005 au 13 août 2022 sur Nickelodeon France.
En Suisse, la série a été diffusée à partir du 30 août 2004 sur TSR2 dans l'émission Les Zap ; en Belgique à partir du 3 octobre 2005 sur AB3 et au Québec à partir du 8 janvier 2005 sur VRAK.TV.

## Synopsis
Les Razmoket ont désormais tous grandi de dix ans. Ils sont ainsi confrontés aux tracas de la vie d'adolescents : leur scolarité, leurs relations amicales, etc.

## Distribution

### Voix originales
- Elizabeth Daily : Tommy « Casse-Bonbon » Cornichon (Thomas « Tommy » Pickles en VO)
- Nancy Cartwright : Charles-Édouard « La Binocle » Fifrelin (Charles « Chuckie » Finster, Jr. en VO)
- Kath Soucie : Alphonse et Sophie « les Grumeaux » De La Tranche (Phillip « Phil » et Lillian « Lil » DeVille en VO) / Gertrude De la Tranche (Betty DeVille en VO)
- Tara Charendoff : Jules « Le Tétard » Cornichon (Dylan « Dil » Pickles en VO)
- Cheryl Chase : Angelica « Couette-Couette » Cornichon (Angelica Pickles en VO)
- Dionne Quan : Kimi Fifrelin (Kimi Finster en VO)
- Cree Summer : Susie Carmichael
- Ann Magnuson : Miss O'Keats

### Voix françaises
- Alexis Tomassian : Tommy Cornichon
- Natacha Gerritsen : Charles-Édouard Fifrelin
- Jean-Claude Montalban : Roger-Jean Cornichon, Olivier De La Tranche
- Sylvie Jacob : Angelica Cornichon, Jules Cornichon
- Bernard Tiphaine : Jean-Roger Cornichon, Charles Fifrelin
- Dolly Vanden : Alphonse et Sophie De La Tranche
- Fily Keita : Kimi Fifrelin, Susie Carmichael (2e voix)
- Henri Labussière : Ernest
- Claude Chantal : Susie Carmichael (1re voix), Gertrude De la Tranche, Charlotte Cornichon
- Corinne Le Poulain : Lucie Cornichon

## Épisodes
La liste des épisodes ci-après est classée dans l'ordre déterminé par Klasky Csupo.
| Saison | Saison  | Épisodes | États-Unis       | États-Unis       | France           | France           |
| Saison | Saison  | Épisodes | Début de saison  | Fin de saison    | Début de saison  | Fin de saison    |
| ------ | ------- | -------- | ---------------- | ---------------- | ---------------- | ---------------- |
|        | Pilotes | Pilotes  | 11 août 2001     | 11 août 2001     |                  |                  |
|        | 1       | 13       | 12 avril 2003    | 28 août 2004     | 8 septembre 2004 | 22 décembre 2004 |
|        | 2       | 10       | 4 juin 2004      | 12 février 2005  | 29 décembre 2004 | 16 mars 2005     |
|        | 3       | 10       | 11 avril 2005    | 7 décembre 2005  |                  |                  |
|        | 4       | 10       | 10 octobre 2005  | 20 novembre 2007 |                  |                  |
|        | 5       | 10       | 21 novembre 2007 | 17 août 2008     |                  |                  |

### Première saison (2003-2004)
1. Susie chante le blues (Susie Sings the Blues)
2. Avis de tempête (Coup DeVille)
3. Charles Edouard est amoureux (Chuckie's In Love)
4. Kimi tourne mal (Bad Kimi)
5. Cinéma vérité (Truth or Consequences)
6. Au voleur ! (Thief Encounter)
7. Aventures à remous (River Rats)
8. C comme Cupidon (It's Cupid, Stupid)
9. Un grand-père indigne (The Old and the Restless)
10. Le génie a des soucis (Tweenage Tycoons)
11. Jules et les extraterrestres (Tommy Foolery)
12. Crise d'adolescence (Lucky 13)
13. Quelle tragédie ! (Brother, Can You Spare the Time?)

### Deuxième saison (2004-2005)
1. Panique au camp [1/2] (Interview with a Campfire [1/2])
2. Panique au camp [2/2] (Interview with a Campfire [2/2])
3. Un caractère de chien (Bad Aptitude)
4. À la recherche de Cynthia (Saving Cynthia)
5. La passion rend fou (Fools Rush In)
6. L'arbre généalogique (Memoires of a Finster)
7. Nez en moins (Miss Nose it All)
8. Le choix de Susie (Runaround Susie)
9. Le copain imaginaire (Izzy or Isn't He?)
10. Tel père, tel fils (The Science Pair)
11. Un exposé difficile (Project Chuckie)
12. La peur du vide (Fear of Falling)

### Troisième saison (2005)
1. La grande aventure [1/2] (Dude, Where's My Horse? [1/2])
2. La grande aventure [2/2] (Dude, Where's My Horse? [2/2])
3. À l'eau ! Ici grand-père ! (Blindman's Bluff)
4. La mauvaise carte (Yu-Gotta-Go)
5. Piscine et petit reptile (The Curse of Reptar)
6. Les malheurs d'Angelica (It's Karma, Man)
7. Fous de foot (The Big Score)
8. Duel entre cousins (Rats Race)
9. Les pépins du sapin (The Finster Who Stole Christmas)
10. Les trois C (Wouldn't It Be Nice?)
11. La grande traversée / La grande parade (R.V. Having Fun Yet?)
12. Vampire en pire (Seperate But Equal)
13. Mardi gras (Ladie's Man)
14. Perdues en mer (Lost At Sea)
15. Ah ! L'amour ! (Rachel, Rachel)

### Quatrième saison (2005-2007)
1. Le cirque (Oh, Bro, Where Art Thou?)
2. Piégés comme des rats (Rat Traps)
3. C'est notre règle ! (In the Family's Way)
4. Sophie est jalouse (A DeVille House Divided)
5. On n'est pas des anges (Susie Goes Bad Lite)
6. Le premier prix (Golden Boy)
7. Kimi a des soucis (Trading Places)
8. TP+KF (TP + KF)
9. Super Zéro ! (Super Hero Worship)
10. L'amour au bout de la plume (What's Love Got to do With It?)
11. Séparation douloureuse (All Broken Up)

### Cinquième saison (2007-2008)
1. Campagne pour les portables (Petition This)
2. Télé accro… (Brothers Grim)
3. Les grands-pères en pétard (Bad Blood)

## Autour de la série
- Les Razbitume sont les mêmes personnages que ceux de la série télévisée Les Razmoket créée en 1991 mis à part qu'ils n'ont plus leur surnom (Couette-Couette, Casse-Bonbon, La Binocle, Les Grumeaux…). Ces surnoms ne sont d'ailleurs présents que dans la version française.